# Aerocancun
Aerocancun war eine mexikanische Charterfluggesellschaft mit Sitz in Cancún. Ihr ICAO-Code war ACU.

## Geschichte
Aerocancun wurde von der spanischen Oasis-Gruppe gegründet, einer Hotelgruppe, die unter anderem auch die Fluggesellschaft Oasis International Airlines betrieb. Die Gründung erfolgte zusammen mit mexikanischen Hoteliers. Der Flugbetrieb begann mit der Anmietung von Flugzeugen des Modells McDonnell Douglas MD-80. Nach Bedarf wurden gemietete Flugzeuge bei Aerocancun und Oasis eingesetzt, was die Kosten senkte. Mit einer Airbus A310 konnte Aerocancun ab 1996 auch Charterflüge nach Europa anbieten.
Aerocancun arbeitete mit verschiedenen Reiseveranstaltern zusammen, zum Beispiel mit Apple Vacations.
Die Oasis-Gruppe löste sich 1996 auf, was auch das Ende von Aerocancun bedeutete: Aerocancun musste Konkurs anmelden.

## Flugziele
Für Charterflüge wurde Aerocancun für Flüge nach Cancún zuerst inländisch eingesetzt, später auch in der Karibik (St. Martin), den Vereinigten Staaten (zum Beispiel Newark, JFK und San José), Brasilien (São Paulo) und europäischen Destinationen, unter anderem in Deutschland (Hamburg, Tegel) und Portugal (Lissabon).

## Flotte
Ab 1990 verfügte Aerocancun über eigene Flugzeuge. Bis zur Komplettauflösung im Mai 1998 nach dem Konkurs hatte die Fluggesellschaft insgesamt neun verschiedene Flugzeuge im Besitz gehabt. Es handelte sich dabei um
- 5 McDonnell Douglas MD-83 (1990–1993)
- 1 Airbus A 300-600 (1994–1996)
- 1 McDonnell Douglas DC10-10 (1996–1997)
- 2 Airbus A 310-300 (1996–1998)